# Fairey Ferret
Il Fairey Ferret (in inglese Furetto) fu un aereo da ricognizione e da osservazione imbarcato monomotore, biplano e monoposto sviluppato dall'azienda britannica Fairey Aviation nei primi anni venti e rimasto allo stadio di prototipo.
Progettato per soddisfare prima una richiesta della Royal Navy e poi modificato e proposto alla Royal Air Force, non avendo ottenuto alcuna commissione il suo sviluppo venne interrotto dopo la costruzione di soli tre esemplari.

## Storia del progetto
Nel 1922 l'Air Ministry, il ministero che nel Regno Unito sovraintendeva all'intera aviazione, emise la specifica 37/22 per la fornitura di un nuovo modello da ricognizione triposto destinato ad equipaggiare la Fleet Air Arm, componente aerea della Royal Navy (la marina militare britannica).

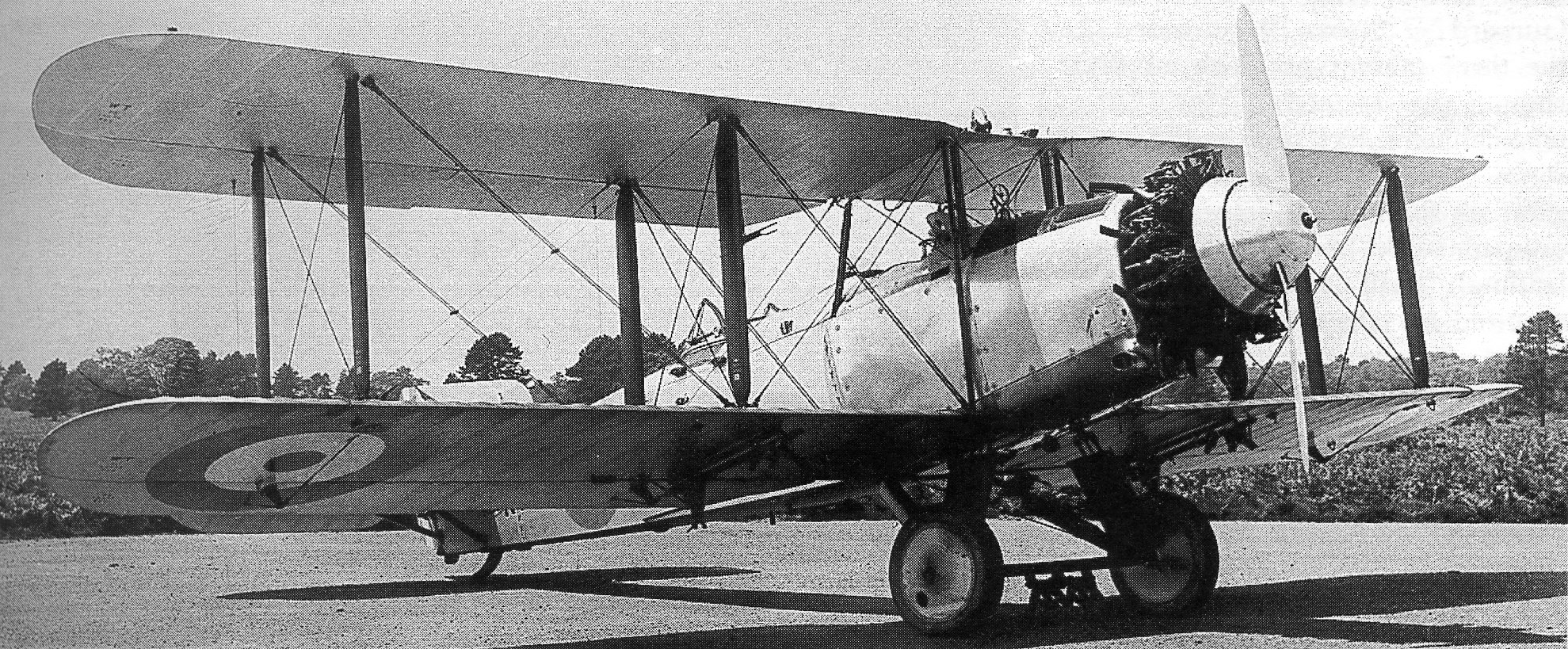
Fairey Ferret Mk I

Per soddisfare la richiesta, la Fairey Aviation incaricò il proprio ufficio tecnico di disegnare un nuovo modello adatto allo scopo. Il nuovo velivolo, identificato dall'azienda come Ferret, presentava un'impostazione convenzionale, monomotore in configurazione traente, fusoliera a tre abitacoli aperti e separati, velatura biplana e carrello d'atterraggio fisso; il nuovo modello era inoltre caratterizzato dalla costruzione interamente metallica, primo progetto dell'azienda britannica ad utilizzare tale tecnologia.
Venne avviata la costruzione di tre prototipi, il primo dei quali, N190 c/n F.538, equipaggiato con un motore radiale Armstrong Siddeley Jaguar IV da 400 hp (298 kW), venne portato in volo per la prima volta il 5 giugno 1925 ai comandi del pilota collaudatore Norman Macmillan, già asso dell'aviazione della prima guerra mondiale. Il secondo, N191, adottò, seppure dalla stessa architettura 9 cilindri a singola stella e raffreddato ad aria, una diversa motorizzazione, il Bristol Jupiter da 425 hp (317 kW), ed una velatura dall'apertura alare maggiorata di 9 in (23 cm), verrà quindi identificato dall'azienda come Ferret Mk II.
Il Ferret Mk I N190 venne sottoposto a prove comparative con i concorrenti Hawker Hedgehog e Blackburn Airedale risultando possedere le migliori prestazioni complessive tra i tre, tuttavia le stesse non si rivelarono scostarsi significativamente da quelle degli Avro Bison e Blackburn Blackburn, modelli già in servizio in quel momento nella Fleet Air Arm, così la Royal Navy decise, nel 1926 di annullare la precedente specifica emettendone una più esigente, la 22/26, che i tre modelli già testati non erano in grado di soddisfare.
Per cercare di recuperare i costi di sviluppo la Fairey decise quindi di modificare il progetto originale per rispondere alla specifica 26/27 relativa ad un nuovo modello biplano multiruolo destinato alla Royal Air Force in sostituzione dell'oramai sorpassato de Havilland DH.9A. La terza cellula, N192 ed indicata come Ferret Mk III, equipaggiata come l'Mk II con il radiale Jupiter e con l'ala maggiorata, era caratterizzata da una fusoliera a due e non più tre abitacoli, con il secondo che integrava uno speciale supporto progettato dalla stessa Fairey per l'arma brandeggiabile e che poteva, quando non era utilizzato, venir ricoperto da una carenatura.
Il Ferret Mk III venne inviato alla base aerea RAF Martlesham Heath per le prove comparative dove si trovò a competere con un nutrito numero di progetti concorrenti: Bristol Beaver, de Havilland DH.65 Hound, Gloster Goral, Vickers Type 131 Valiant, Vickers Venture, Vickers Vixen e Westland Wapiti. Tuttavia anche in questo caso si ritrovò giudicato inferiore al Wapiti ed il progetto venne così definitivamente accantonato.

## Varianti
Ferret Mk I
prototipo, versione triposto equipaggiata con un motore radiale Armstrong Siddeley Jaguar IV da 400 hp (298 kW) proposta alla Royal Navy, un esemplare realizzato.
Ferret Mk II
prototipo, versione triposto equipaggiata con un motore radiale Bristol Jupiter da 425 hp (317 kW) proposta alla Royal Navy, un esemplare realizzato.
Ferret Mk III
prototipo, versione biposto equipaggiata con un radiale Bristol Jupiter da 425 hp (317 kW) proposta alla RAF, un esemplare realizzato.

## Utilizzatori
Regno Unito
- Royal Air Force
- Fleet Air Arm

### Pubblicazioni
- Fairey Ferret, in Aerei da guerra, Ginevra - Novara, Edito Service S.A. - Istituto Geografico De Agostini, 1993.